# القص (الصفائح المعدنية)
هناك العديد من أنواع المقصات المستخدمة لقص الصفائح المعدنية .

## أنواع

### قص طاولة-العمل

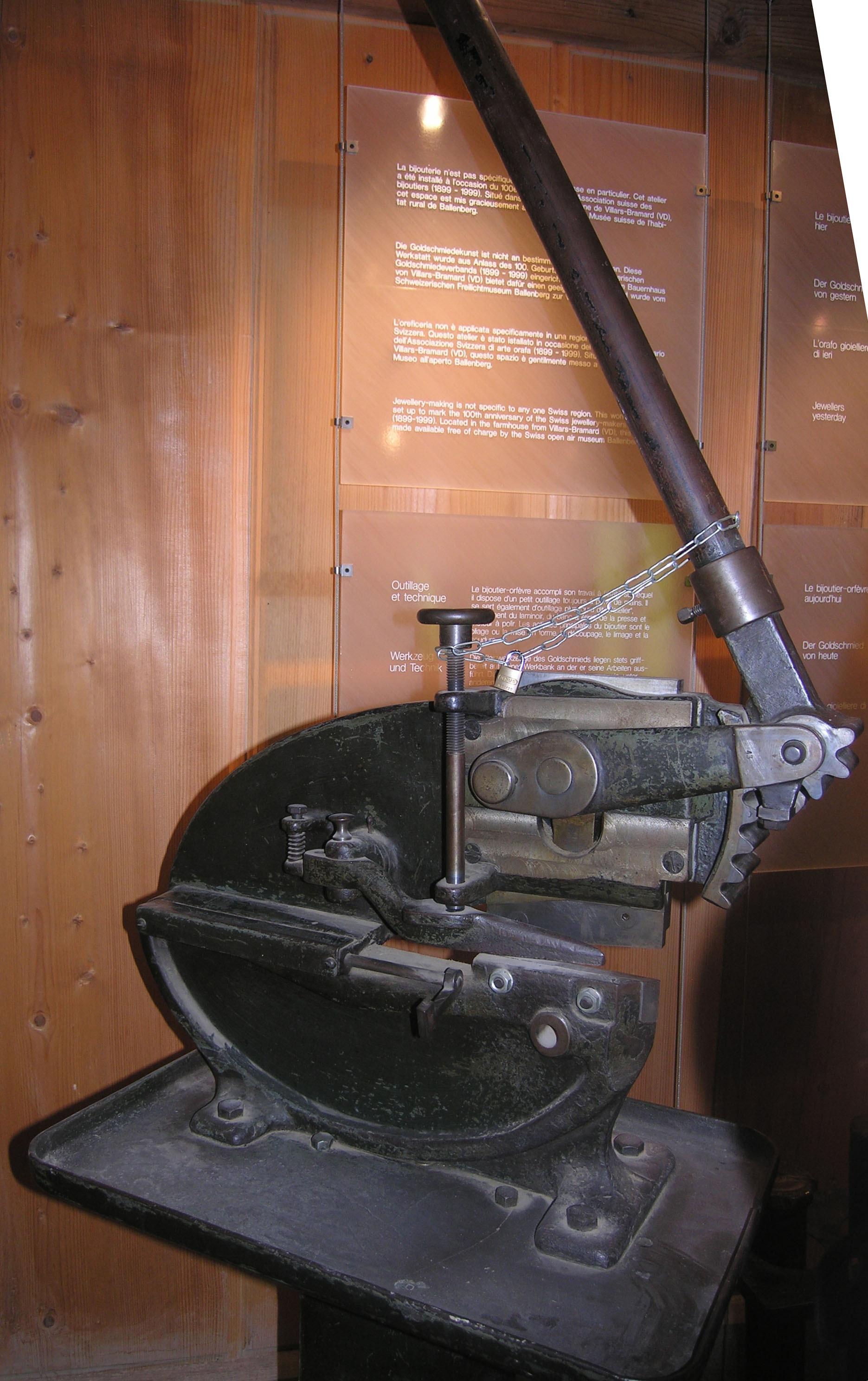
قص الدكة غير-حلقي

قص الدكة ، المعروف أيضًا باسم قص الرافعة ، عبارة عن مقص مثبت على طاولة بآلية مركبة لزيادة الميزة الميكانيكية. وعادة ما تستخدم لقطع الأشكال الخشنة من قطع متوسطة الحجم من الصفائح المعدنية ، ولكن لا يمكنها القيام بأعمال دقيقة.   بالنسبة للمقص الصغير ، فهو مصمم في الغالب لمجال واسع من التطبيقات. خفيفة الوزن وعملية سهلة وفعالة ، لكنها قوية جدًا في البناء. يتم طحن شفرات القطع المجهزة بعناية ودقة لتوفير عمليات قطع سهلة ونظيفة وسريعة وخالية من النتوءات. تساعد هذه الميزات الخاصة المشغلين على توفير قدر كبير من طاقتهم. لكن بعض آلات القص يمكنها قطع شريط الألواح والشريط المسطح حتى 10 مم. إنها ملحومة كهربائيًا معًا لجعلها وحدة ثابتة ومتينة قادرة على تحمل أعلى الضغوط بسبب الاستخدام الشاق. يتم تقوية صفيحة القدم بزوايا تقوية بحيث توفر ثباتًا ثابتًا للقص. الآلة مزودة بسكاكين مقطعية ذات شفرات منزلقة يمكن تعديلها يدويًا لعمل 90 قطعًا على الزوايا والأقسام على شكل حرف T بأحجام مختلفة بالإضافة إلى فتحات لقطع القضبان المستديرة والمربعة. 

### مقصلة

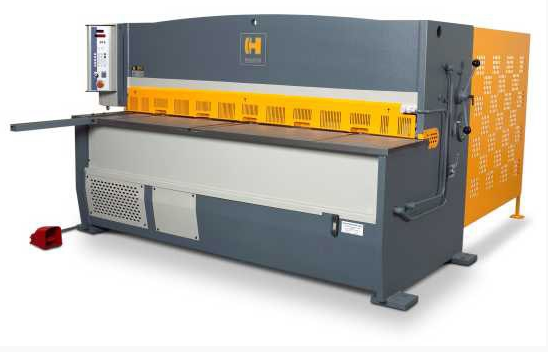
مقص هيدروليكي

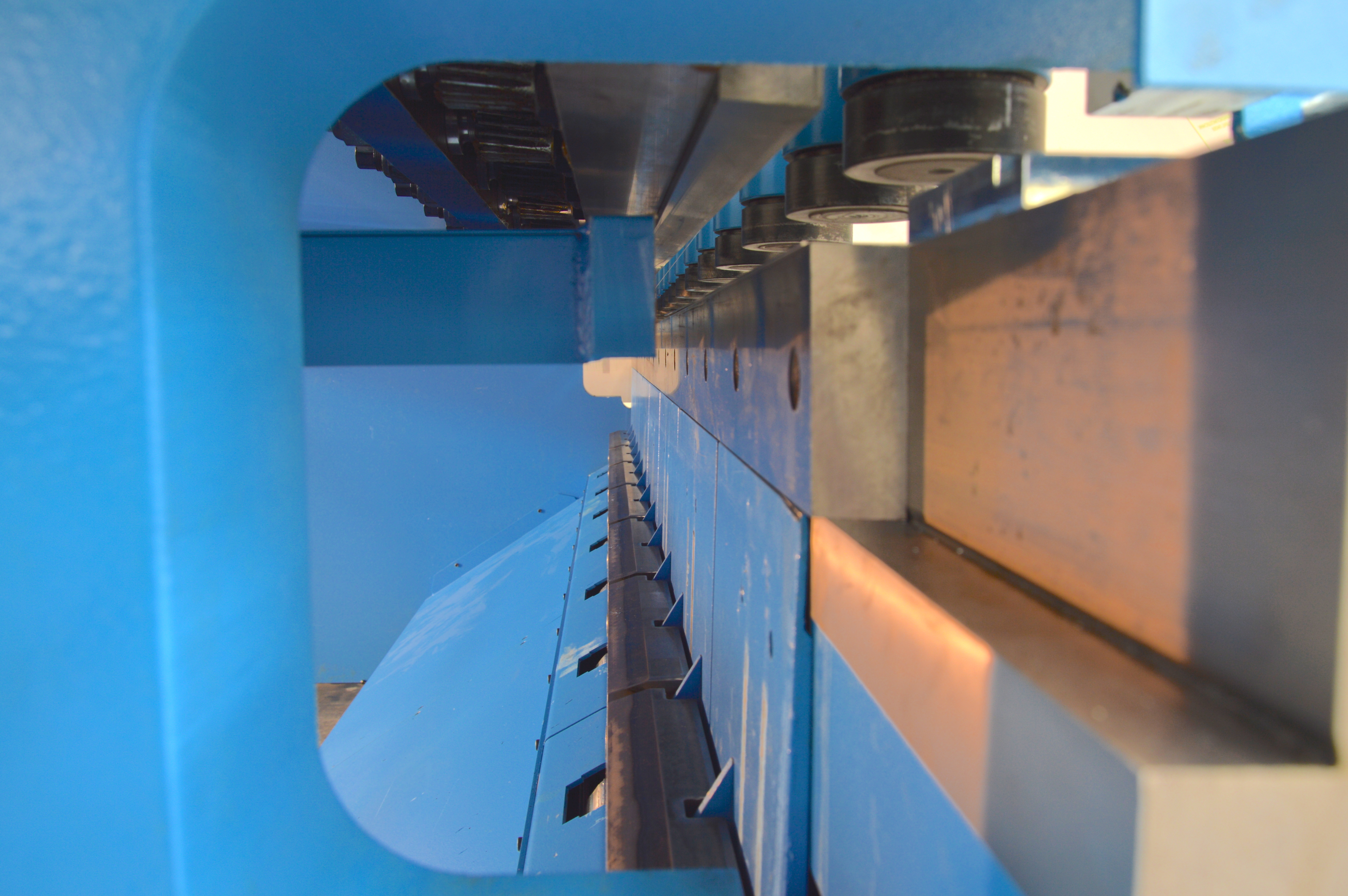
لقطة مقرّبة للشفرة العلوية والشفرة السفلية ومقياس خلفي وجهاز تثبيت العمل لمقص جاسباريني

الآلة المستخدمة تسمى القص التربيعي أو آلة القص الكهربائية أو المقصلة . يتم تشغيل الماكينة بالقدم ، أو يتم تشغيلها يدويًا بشكل أقل شيوعًا ، أو ميكانيكيًا أو هيدروليكيًا. يعمل عن طريق تثبيت المادة أولاً بمكبس. ثم تنزل شفرة متحركة عبر شفرة ثابتة لقص المادة. بالنسبة للمقصات الأكبر ، يمكن ضبط الشفرة المتحركة بزاوية أو «هزاز» من أجل قص المادة تدريجياً من جانب إلى آخر ؛ يشار إلى هذه الزاوية بزاوية القص. يؤدي ضبط الشفرة بزاوية على تقليل مقدار القوة المطلوبة ، ولكنه يزيد من الحد. تقلل زاوية القص بمقدار 5 درجات القوة بحوالي 20٪. كمية الطاقة المستخدمة لا تزال كما هي. يمكن أيضًا أن تميل الشفرة المتحركة بمقدار 0.5 إلى 2.5 درجة ، وتسمى بزاوية الجرف ، وذلك لمنع المادة من أن تنحشر بين الشفرات. ومع ذلك ، فإن تحريك الشفرة يضعف تربيع الحافة.  تتكون الماكينة من طاولة قص ، وجهاز مثبت ، وشفرات علوية وسفلية ، وجهاز قياس. طاولة القص هي جزء من الماكينة التي تعتمد عليها قطعة العمل أثناء القص. يتم استخدام جهاز حمل العمل لتثبيت قطعة العمل في مكانها ومنعها من الحركة أو الالتواء أثناء التعرض للضغط. الشفرات العلوية والسفلية هي قطعة من الآلات التي تقوم بعملية القطع بالفعل ، بينما يتم استخدام جهاز القياس لضمان قطع قطعة العمل في المكان الذي من المفترض أن تكون فيه.
تصميم أدوات المكبس هو حل وسط هندسي. تعتبر الحافة الحادة والقوة والمتانة مثالية ، لكن الحافة الحادة ليست قوية جدًا أو متينة ، لذلك تميل شفرات الأعمال المعدنية إلى أن تكون ذات حواف مربعة وليست ذات حواف سكين . تشتمل مواد قطع العمل النموذجية على الألومنيوم والنحاس والبرونز والفولاذ الطري نظرًا لتصنيفاتها المتميزة في قابليتها للقطع. لا يتم قص الفولاذ المقاوم للصدأ كما هو الحال في كثير من الأحيان بسبب ميوله إلى العمل المتصلب.
تشمل الاحتمالات الهندسية الأخرى القص التربيعي ، والقص الزاوي ، والقص القوسي وقص الشريط. كل هذه لها العديد من الاستخدامات المختلفة وكلها تستخدم بانتظام في مجالات تصنيع معينة. 

### مقصات القوة
مقص الكهربائي أو الهوائي هو أداة يدوية تعمل بالكهرباء أو بـالهواء المضغوط مصممة لتقطيع الصفائح المعدنية إلى قطع كبيرة. وهي مصممة لقطع الخطوط المستقيمة ومنحنيات نصف القطر الكبيرة نسبيًا. إنها مفيدة مقارنة بالمنشار الحزامي لأنه لا يوجد حد للحجم. يمكن للإصدارات الكبيرة قطع الصفائح المعدنية حتى قياس 12. 
من البدائل للأدوات اليدوية الأدوات التي تعمل بالطاقة هيدروليكيًا والملحقة بالآلات الثقيلة . تُستخدم عادةً لقطع المواد الضخمة جدًا بحيث لا يمكن نقلها إلى منشأة القطع ، كبيرة جدًا أو خطيرة بالنسبة للأدوات اليدوية ويتم تخزينها في مواقع بعيدة (مثل المناجم والغابات). 

### القص الغير حلقي

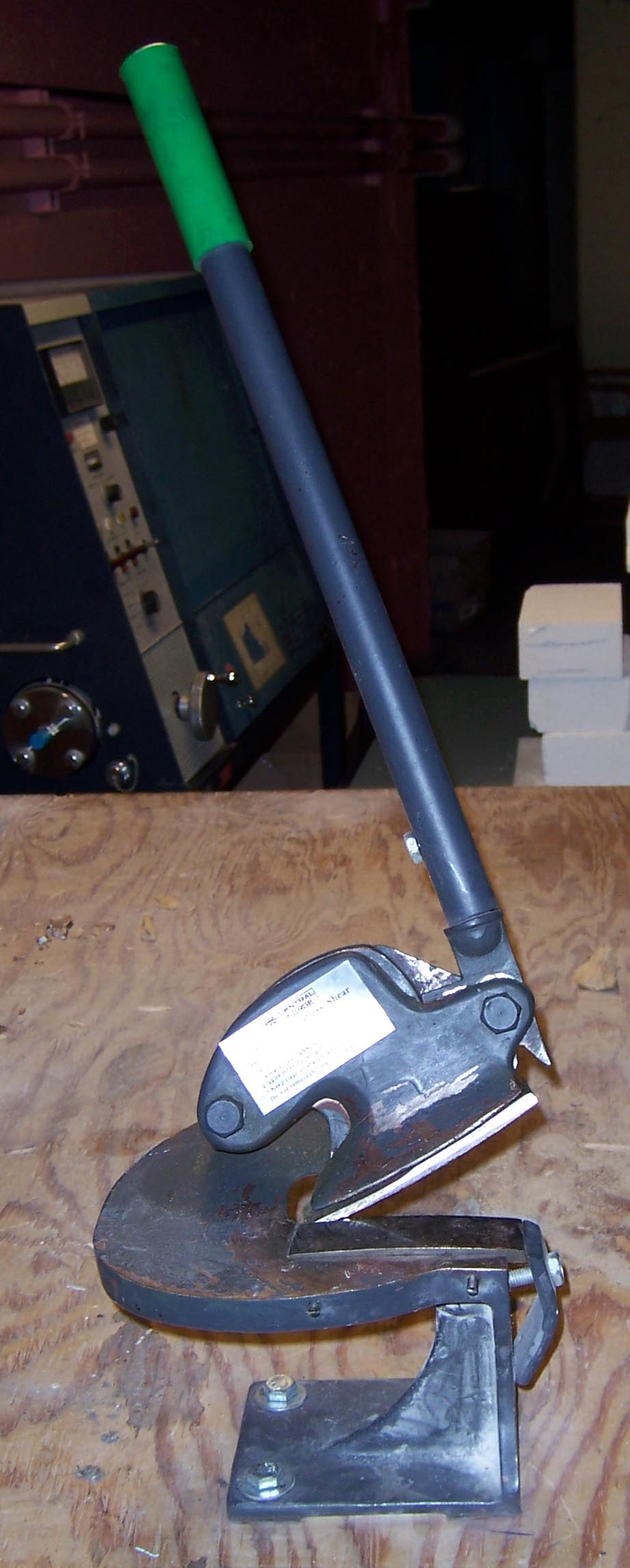
القص الغير حلقي

القص الغير الحلقي هو أداة قطع تستخدم لعمل قصاص معقدة ومستقيمة ومنحنية في الصفائح المعدنية . يأخذ القص باللا حلقي اسمه من حقيقة أن المعدن يمكن تحريكه بحرية حول شفرة القطع (لا يحتوي على حلق لأسفل يجب تغذيته بالمعدن) ، مما يتيح مرونة كبيرة في الأشكال التي يمكن قطعها.

### المعلومات الكاملة للمراجع
- Degarmo، E. Paul؛ Black، J T.؛ Kohser، Ronald A. (2003)، Materials and Processes in Manufacturing (ط. 9th)، Wiley، ISBN:0-471-65653-4.